# Edinson Villalba
Edinson Eduardo Villalba Delgado (Bucaramanga, 17 de noviembre de 1987) es un futbolista colombiano. Juega de delantero 

## Clubes
| Club                 | País                 | Año         |
| -------------------- | -------------------- | ----------- |
| Valledupar F. C.     | Colombia             | 2006        |
| Real Santander       | Colombia             | 2007 - 2008 |
| Atlético Nacional    | Colombia             | 2009 - 2010 |
| Real Santander       | Colombia             | 2010 - 2011 |
| Atlético Bucaramanga | Colombia             | 2012        |
| San Francisco F. C.  | Panamá               | 2013 - 2015 |
| Atlético Vega Real   | República Dominicana | 2016 -      |

## Palmarés

### Campeonatos nacionales
| Título       | Club          | País   | Año  |
| ------------ | ------------- | ------ | ---- |
| LPF Apertura | San Francisco | Panamá | 2014 |